# Выкоукал, Иржи
Иржи Выкоукал (чеш. Jiří Vykoukal; 11 марта 1971, Оломоуц, Чехословакия) — чешский хоккеист, защитник. Чемпион мира 1996 и 1999 годов. В 2012 году завершил игровую карьеру.

## Биография
Иржи Выкоукал начал свою хоккейную карьеру в 1987 году, в клубе «Оломоуц» из второй чехословацкой лиги. В 1989 году он перешёл в пражскую «Спарту». В первом же сезоне он стал чемпионом Чехословакии и был признан лучшим новичком лиги. В 1993 году он во второй раз завоевал золото чехословацкого чемпионата. В 1998 году перебрался в Финляндию, где провёл 7 сезонов. В 2005 году вернулся в Чехию и стал играть за «Спарту» в чешской Экстралиге. В 2006 и 2007 годах становился чемпионом Чехии. Последним сезоном в карьере Выкоукала стал сезон 2011/12. Он в составе команды «Пльзень» стал бронзовым призёром Экстралиги.
С 2013 года работает тренером в Простеёве. В 2017 году был назначен главным тренером клуба чешской первой лиги «Естржаби Простеёв». 23 октября 2019 года ушёл с должности главного тренера, но остался в команде в качестве спортивного директора.
Помимо клубов Выкоукал выступал за сборные Чехословакии и Чехии. В составе чешской сборной дважды был чемпионом мира и еще два раза становился бронзовым призёром чемпионата мира.

## Достижения

### Командные
- Чемпион мира 1996 и 1999
- Бронзовый призёр чемпионатов мира 1997 и 1998
- Чемпион Чехословакии 1990 и 1993
- Чемпион Чехии 2006 и 2007
- Бронзовый призёр чемпионата Чехии 1996, 1997, 2009 и 2012
- Чемпион Европы среди юниоров 1988
- Серебряный призёр чемпионата Европы среди юниоров 1987 и 1989
- Бронзовый призёр молодёжного чемпионата мира 1989 и 1990
- Серебряный призёр чемпионата Финляндии 2004

### Личные
- Лучший защитник Экстралиги 1994
- Лучший новичок чемпионата Чехословакии 1990
- Лучший бомбардир-защитник Экстралиги 2007 (27 очков)
- Лучший ассистент-защитник Экстралиги 1994 (24 очка) и 2007 (18 передач)
- Лучший ассистент-защитник чемпионата Финляндии 2004 (26 передач)
- Лучший игрок по показателю полезности Экстралиги 1996 (+34)

## Статистика
- Чемпионат Чехии (Чехословакии) — 612 игр, 345 очков (75+270)
- Чемпионат Финляндии — 346 игр, 199 очков (58+141)
- Чемпионат Швеции — 40 игр, 13 очков (7+6)
- АХЛ — 129 игр, 58 очков (8+50)
- Лига восточного побережья — 12 игр, 19 очков (4+15)
- Евролига — 13 игр, 3 очка (0+3)
- Кубок европейских чемпионов — 5 игр, 4 очка (2+2)
- Европейский трофей — 7 игр, 3 очка (0+3)
- Сборная Чехословакии — 6 игр
- Сборная Чехии — 166 игр, 18 шайб
- Всего за карьеру —  1336 игр, 172 шайбы